# Бінті (повість)
«Бінті» (англ. Binti) — афрофутуристська науково-фантастична повість американсько-нігерійської письменниці Ннеді Окорафор. Повість була опублікована 2015 року на Tor.com. «Бінті» — перший твір трилогії повістей «Бінті» Окорафор.
«Бінті» отримала кілька престижних літературних нагород, у тому числі премію «Г'юго» за найкращу повість та премію «Неб'юла» за найкращу повість. Телевізійну адаптацію твору розробляє Hulu.

## Сюжет
Молода жінка на ім'я Бінті — перша представниця народу Хімба з Землі, яку прийняли до престижного міжгалактичного університету Оомза Юні. Отримавши повідомлення про її прийняття, Бінті тікає з дому та сідає на транспортне судно до Університету Оомза. Під час транзиту корабель викрадають медузи, медузоподібні інопланетні види, які раніше ворогували з кушами, іншою людською етнічною групою. Після того, як медузи вбили всіх інших пасажирів корабля, Бінті відступає у свої приватні житлові приміщення. Згодом вона виявляє, що частина стародавньої технології, яку вона привезла з Землі, едан, дозволяє безпосередньо спілкуватися з медузами, і що її отжизе, вид змішаної глини, виготовленої з ґрунту її батьківщини, має цілющі властивості при нанесенні на щупальця медузи. Вона знаходить друга в одній із молодших, гарячіших медуз на ім'я Окву, і згодом укладає умовне перемир'я з викрадачами; перемир'я тягне за собою глибоку фізичну трансформацію Бінті. Після прибуття до університету вона змогла домовитися про тимчасовий мир між медузами та людством, після чого вона серйозно розпочала навчання в Університеті Оомза.

## Нагороди та номінації
- Лауреат премії «Г'юго» 2016 року за найкращу повість.[8]
- Лауреат премії «Неб'юла» 2015 року за найкращу повість.[5]
- Лауреат премії «BookTube SFF» 2016 року за найкращу повість (народне голосування).[9]
- Фіналіст премії Британської науково-фантастичної асоціації 2015 року в категорії «Найкращий сюжет».[10]
- Фіналіст Британської премії фентезі 2016 року в категорії «Найкраща повість»[11]
- Фіналіст премії «Локус» 2016 року за найкращу повість.[12]
- Лауреат премії «Nommo» 2017 року в категорії «Найкраща повість».[13]

## Продовження
Повість має 3 продовження. Перша, «Бінті: Додому», вийшла 31 січня 2017 року. Третя частина «Бінті: Нічний маскарад» вийшла в січні 2018 року. Згодом DAW / Penguin / PRH опублікували збірне видання трьох новел із додатковою оповіданням під назвою «Бінті: Священний вогонь», яке служить інтерлюдією між «Бінті» та «Додому».